# مانی این د بنک (۲۰۱۴)
 مانی این د بنک  (به انگلیسی: Money in the Bank) یک رویداد غیر رایگان (Pay-Per-View) در کشتی حرفه‌ای است که توسط کمپانی دبلیو دبلیو ئی تهیه می‌شود و این دوره‌اش هم در ۲۹ ژوئن ۲۰۱۴ در شهر بوستون ایالت ماساچوسِت و در مجموعه ورزشی تی‌دی گاردن برگزار شد. این، پنجمین دوره از مانی این د بنک از زمان آغاز این PPV در سال ۲۰۱۰ بود.این بهترین مانی اند بک تاریخ بود

## زمینه سازی
مانی این د بنک شامل مسابقاتی بین دشمنی‌های موجود، ماجراهای پیش آمده و استوری‌هایی خواهد بود که پیش از این در برنامه‌های راو یا اسمک داون پخش شده بود. کشتی‌گیرها با توجه به مسابقات یا سری اتفاقاتی که برایشان رخ می‌دهد و تنش را به حد اکثر می‌رساند، نقش منفی یا قهرمان به خود می‌گیرند.
بعد از اینکه دنیل براین قهرمان پیشین دبلیودبلیوئی سنگین‌وزن جهان از عنوانش عزل شد، استفنی مک‌ماهون در راو 9 ژوئن اعلام کرد که مسابقه نردبان مانی این د بنک بر سر عنوان بی‌صاحب مذکور خواهد بود. در راو 2 ژوئن، آلبرتو دل ریو با شکست دالف زیگلر توانست به مسابقه نردبان مانی این د بنک راه پیدا کند. در راو 9 ژوئن، تریپل اچ رندی اورتن را بدون برگزاری هیچ مسابقه‌ای وارد مسابقه نردبان کرد و شیمس و سِزارو به‌ترتیب قهرمان بین‌قاره‌ای یعنی بَد نیوز بَرِت و راب ون دم را شکست دادند تا وارد مسابقه نردبان شوند. در قسمت 13 ژوئن اسمک‌داون، بری وایت با دخالت سِث رالینز مقابل دین امبروز به برتری رسید تا به مسابقه نردبان راه پیدا کند. در قسمت 16 ژوئن راو، رومن رینز در مسابقه 20 نفره رویال رامبل و جان سینا هم در یک مسابقه برانکار مقابل کین پیروز شد تا این دو هم وارد مسابقه نردبان مانی این دِ بَنک شوند. البته در راو 23 ژوئن، کین هم به دستور تریپل اچ به مسابقه نردبان بر سر کمربند اضافه شد تا این مسابقه هشت نفره شود.
در دوران درگیری جان سینا با بری وایت، برادران یوسوس(جیمی و جی یوسو) به کمک سینا میامدند تا مسابقه سینا عادلانه برگزار شود. این باعث دشمنی بین آنها و برادران وایت یعنی لوک هارپر و اریک روئن شد. در پی‌بک، یوسوس دوباره به کمک سینا آمدند و باعث پیروزی سینا در برابر بری وایت در مسابقه آخرین فرد باقی‌مانده شدند. از آن پس توجه برادران وایت معطوف آندو شد و شب بعد در راو آنها در یک مسابقه‌ی تگ تیم بدون عنوان برابر یوسوس پیروز شدند تا مسابقه خود برای کمربند تگ تیم در مانی این دِ بَنک را بدست آورند.

## مسابقات ثبت شده
| شماره | مسابقه | نوع مسابقه | مدت زمان |
| ----- | --- | --- | -------- |
| ۱     | د یوسوس (جیمی و جی یوسو) (قهرمانان کنونی) پیروز مقابل خانواده وایت (لوک هارپر و اریک روئن)                                              | مسابقه تگ تیم برای قهرمانی کمربندهای تگ تیم | 13:23    |
| ۲     | پِیج (قهرمان کنونی) پیروز مقابل نائومی (با همراهی کَمِرون)                                                                                 | مسابقه تک‌نفره برای قهرمانی کمربند دیواز | 7:10     |
| ۳     | آدام رز پیروز مقابل دیمین سنداو | مسابقه تک‌نفره | 4:02     |
| ۴     | سِث رالینز پیروز مقابل جک سوئگر(با همراهی زِب کولتِر) مقابل دالف زیگلر مقابل کوفی کینگستون مقابل راب ون دم مقابل دین امبروز                | مسابقه نردبان مانی این د بنک برای به‌دست آوردن قرارداد مسابقه کمربند دبلیودبلیوئی سنگین‌وزن جهان                                                                                                | 23:10    |
| ۵     | اِستارداست و گُلداست پیروز مقابل رایبَکسِل (رایبک و کورتیس اکسل)                                                                            | مسابقه تگ تیم | 7:32     |
| ۶     | روسِف (با همراهی لانا) پیروز مقابل بیگ ای با تسلیم                                                                                       | مسابقه تک‌نفره | 7:19     |
| ۷     | لیلا پیروز مقابل سامر ری | مسابقه تک‌نفره با حضور فاندانگو به عنوان داور افتخاری | 3:09     |
| ۸     | جان سینا پیروز مقابل آلبرتو دل ریو مقابل رندی اورتن مقابل شیمس مقابل سِزارو (با همراهی پُل هیمن) مقابل بری وایت مقابل رومن رینز مقابل کین | مسابقه نردبان مانی این د بنک برای قهرمانی کمربند بی‌صاحب دبلیودبلیوئی سنگین‌وزن جهان (به این دلیل که در تاریخ 9 ژوئن اعلام شد دنیل براین قادر به مسابقه در برابر کین در این رویداد نخواهد بود.) | 26:37    |

## پسایند
بلافاصله بعد از مسابقه اصلی، تیم پزشکی 12 بخیه به سر رندی اورتن زدند؛ این بخاطر شکافی بود که در حین مسابقه روی سر وی ایجاد شده بود.
شب بعد در راو، سث رالینز وارد رینگ شد تا برای کمربند سینا که در آن لحظه نقش بر زمین شده و بیهوش بود چمدانش را نقد کند ولی دین امبروز- که پیش‌تر گفته بود هر وقت رالینز بخواهد چمدانش را نقد کند او آنجا خواهد بود- وارد شد و به رالینز حمله‌ور شد. در همین قسمت همچنین ای‌جی لی بازگشت و |پِیج را به مبارزه بر سر کمربندش در همان لحظه فراخواند؛ مبارزه‌ای که انجام شد و ای‌جی موفق شد کمربند قهرمانی‌اش را پس بگیرد. بَد نیوز بَرِت که قرار بود در مسابقه چمدان مانی این د بنک شرکت کند به علت مصدومیت از قهرمانی کمربند بین‌قاره‌ای عزل شد.

## بازخورد
جیمز کادوِل از PWTorch این رویداد را "عالی" توصیف کرد و گفت: دبلیو دبلیو ای عالی کار کرد و امیدوارم مانی این د بک سال بعد هم عالی باشه
میک فولی:دنیل برایان در این رویداد عالی کار کرد و برنده شدن رندی محشر بود.او این رویداد را «تماشایی»توصیف کرد.